# Parc national de l'Amazonie
Le parc national de l'Amazonie (portugais : Parque Nacional da Amazônia) est une réserve naturelle brésilienne visant à protéger les écosystèmes amazoniens. Elle se situe dans la région Nord, dans l'État du Pará, dans le bassin de la rivière Tapajós, à mi-chemin entre Manaus et Belém.
Le parc fut créé en 1974 et couvre une superficie de 1 070 737 ha.
Il s'étend sur le territoire de la municipalité d'Itaituba.

## Géographie
Le parc est situé sur les deux rives de la rivière Tapajós. L’habitat se compose d’une forêt tropicale dense de plaine inondable et il y a des zones de prairies de sable blanc à côté du cours supérieur du Tapajós. Les plus grands arbres atteignent une hauteur d’environ 50 mètres et la lumière filtrée à travers la canopée est suffisante pour produire un sous-étage riche en biodiversité de plantes, lichens, mousses et orchidées. 
De nombreux mammifères du parc sont nocturnes, et certains, comme la loutre géante, le lamantin d’Amazonie et le fourmilier géant, sont en voie de disparition. Il y a aussi un grand nombre de reptiles, de poissons et d’autres créatures aquatiques.

## Galerie

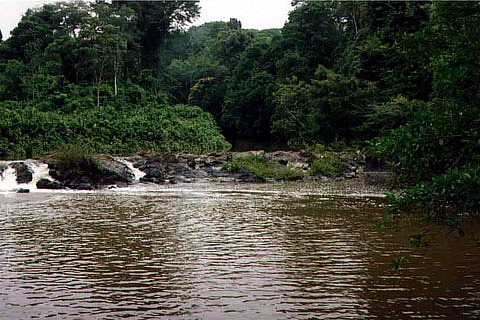
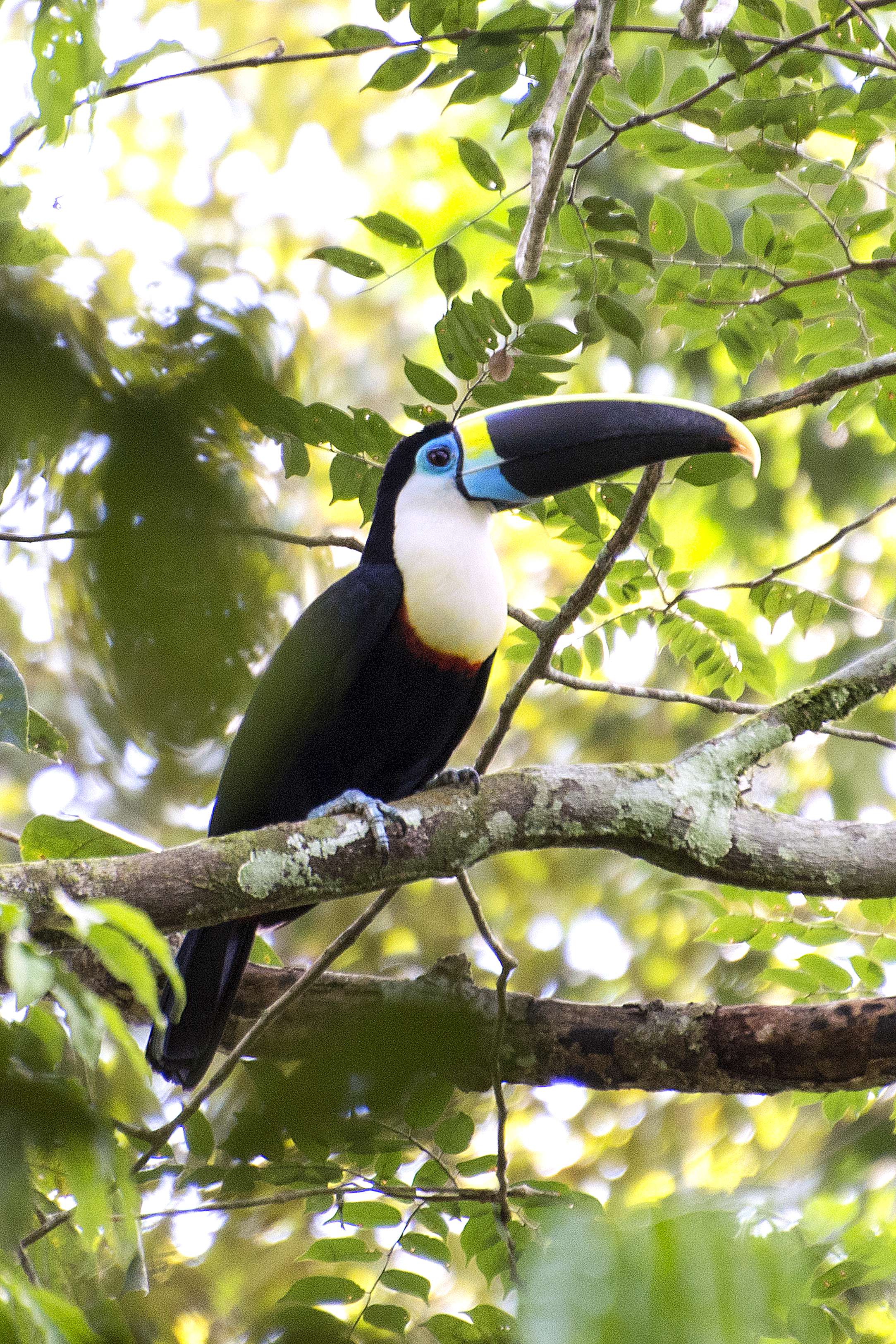
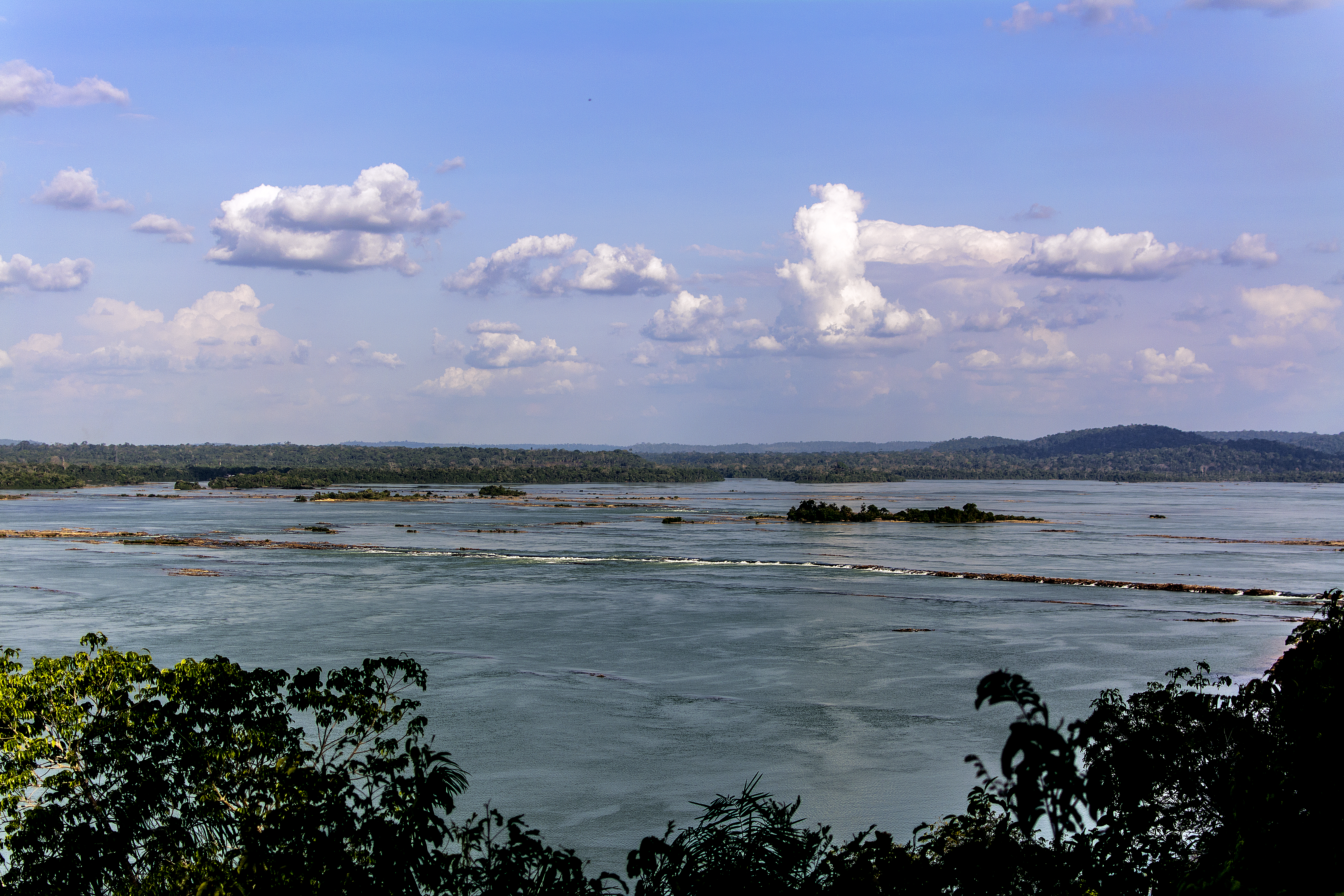
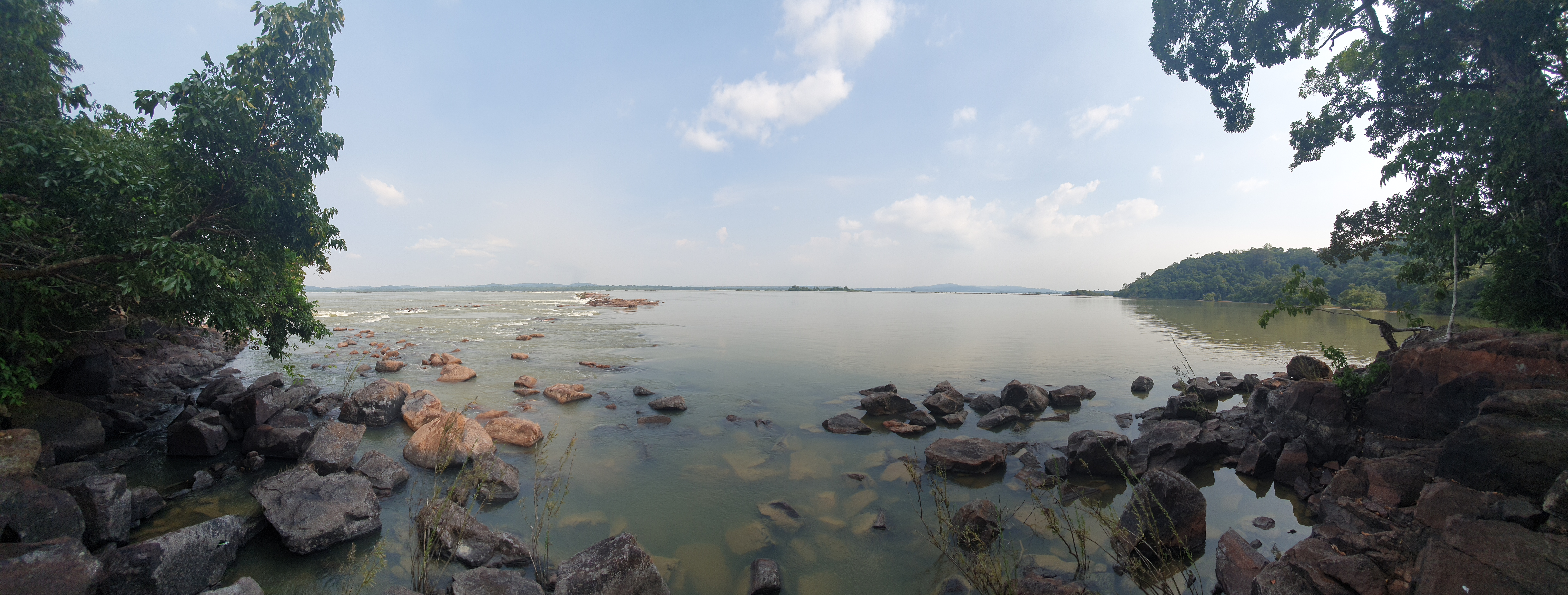